# WWE Divas Championship
Die  WWE Divas Championship (zu deutsch WWE Meisterschaft der Diven) war einer der beiden wichtigsten Frauen Wrestlingtitel der US-amerikanischen Promotion World Wrestling Entertainment (WWE). Der Titel wurde im Jahr 2008 ins Leben gerufen und als Teil der Brand-Extension von der damaligen SmackDown-General Managerin Vickie Guerrero als Alternative zur WWE Women’s Championship von Raw eingeführt.
Michelle McCool wurde am 20. Juli 2008 die erste Titelträgerin, als sie Natalya bei The Great American Bash besiegte. Am 19. September 2010 gewann McCool ein Match gegen Melina, um die Divas und Women’s Championship bei Night of Champions zu vereinigen.
Der Titel wurde 2016 bei WrestleMania 32 eingestellt, nachdem Hall of Famer Lita eine brandneue Women’s Championship enthüllt hatte, um die Divas Championship zu ersetzen. Das Match um den neuen Titel fand bei dem Event zwischen der amtierenden Divas Champion Charlotte Flair, Becky Lynch und Sasha Banks in einem Triple-Threat-Match statt. Infolgedessen wurde Charlotte Flair die letzte Titelträgerin.

## Geschichte
Im Jahr 2002 teilte die WWE das Roster auf seine beiden Shows Raw und SmackDown auf, wobei jede Show Meisterschaften zugewiesen wurden. Diese Erweiterung wurde als „Brand Extension“ bekannt. Nach der Einführung der Brand-Extension sollte die WWE Women’s Championship ursprünglich bei beiden Shows verteidigt werden. Im gleichen Jahr wechselte der Titel jedoch exklusiv zu Raw. Danach war der Titel nur für Wrestlerinnen aus dem Raw-Roster zugänglich, während Wrestlerinnen aus den SmackDown-Roster keinen exklusiven Titel hatten. Bei einigen Gelegenheiten wurde die Regulierung jedoch umgangen. So traten Melina, Ashley Massaro, Torrie Wilson und Nidia Guenard um den Titel an, obwohl sie zu diesem Zeitpunkt bei SmackDown waren.
Infolgedessen schuf die WWE die Divas Championship und führte den Titel in der SmackDown-Folge vom 6. Juni 2008 ein, als die damalige SmackDown-General-Managerin Vickie Guerrero die Schaffung des Titels ankündigte. Am gleichen Abend wurde der Titelgürtel offiziell enthüllt. In der SmackDown-Folge vom 6. Juni und 4. Juli gewannen Natalya und Michelle McCool ihr jeweiliges Golden Dreams-Matches um sich für das Divas Championship-Match zu qualifizieren. Bei The Great American Bash besiegte McCool schließlich Natalya, um erste Titelträgerin zu werden. Maryse gewann den Titel von McCool im Dezember 2008. Obwohl sie sich bei einer Houseshow verletzte, hatte Maryse den Titel bis zu ihrer Rückkehr im Januar 2009 inne. Als Teil des 2009 Drafts wechselte Maryse zu Raw und der Titel war fortan nur noch für Frauen des Raw-Rosters verfügbar.
Am 4. Januar 2010 wurde der Titel für vakant erklärt, nachdem sich die damalige Titelträgerin Melina einen Kreuzbandriss zugezogen hatte. Zwei Wochen später wurde bei Raw ein Turnier gestartet. Im Halbfinale besiegte Maryse Eve Torres und Gail Kim besiegte Alicia Fox. In der Raw-Folge am 22. Februar besiegte Maryse schließlich Gail Kim und gewann die vakante Meisterschaft. Damit war sie die erste Person, die den Titel mehr als einmal hielt. In der Raw-Ausgabe vom 30. August wurde bekannt gegeben, dass die Divas Championship und die Women’s Championship in einem Match bei Night of Champions zwischen Michelle McCool und Melina vereinigt werden. Damit wurde der Titel für Frauen aus beiden Shows zugänglich und der Champion konnte in beiden Shows auftreten, ein Status, der durch das Ende der Brand-Extension im Jahr 2011 dauerhaft wurde.
Im August 2014 erhielt der Titel zusammen mit allen anderen bereits bestehenden Titeln der WWE ein kleines Design Update. Das langjährige Scratch-Logo wurde durch das neue WWE-Logo ersetzt. Am 6. April 2014 verteidigte AJ Lee als erste und einzige Frau die Divas Championship bei WrestleMania. Bei der Pre-Show von WrestleMania 32 enthüllte Hall of Famer Lita eine brandneue WWE Women’s Championship und kündigte an, dass das geplante Triple-Threat-Match für die Divas Championship zwischen Charlotte, Becky Lynch und Sasha Banks nun für die neu eingeführte WWE Women’s Championship ist. Infolgedessen wurde Charlotte Flair die letzte Titelträgerin, da sie die amtierenden Divas Champion war.

## Regentschaften
Es gab insgesamt 26 Regentschaften und 1 Vakanz. Die erste Titelträgerin war Michelle McCool, die Natalya besiegte, um am 20. Juli 2008 beim Great American Bash den Titel zu gewinnen. Eve Torres und AJ Lee halten mit jeweils drei den Rekord für die meisten Regentschaften. AJ Lee hält mit 406 Tagen auch den Rekord für die meisten kombinierten Tage als Champion, während Nikki Bella mit 301 Tagen den Rekord für die längste Einzelregentschaft hält. Jillian Hall hat mit fünf Minuten die kürzeste Regentschaft. Layla ist die älteste Titelträgerin, die im Alter von 34 Jahren den Titel gewonnen hatte. Paige ist mit 21 Jahren die jüngste Titelträgerin in der Geschichte und außerdem die einzige Frau, die den Titel bei ihrem Debüt-Match gewann.
Die letzte Titelträgerin ist Charlotte, die den Titel nur einmal hielt. Sie besiegte Nikki Bella am 20. September 2015 bei der Night of Champions in Houston, Texas und gewann den Titel. Charlotte sollte ursprünglich den Titel bei WrestleMania 32 gegen Sasha Banks und Becky Lynch verteidigen, aber während der Veranstaltung wurde bekannt gegeben, dass das geplante Triple-Threat-Match stattdessen für die neue WWE Women’s Championship ist. Die Divas-Championship wurde anschließend eingestellt. Charlotte gewann das Match und die Women’s Championship. Damit endete ihre Regentschaft als Divas-Champion und es begann ihre Regentschaft als Women’s-Champion.

### Liste der Titelträger
| #  | Titelträger       | Nr. | Tage | Datum              | Ort              | Veranstaltung           | Anmerkung |
| -- | ----------------- | --- | ---- | ------------------ | ---------------- | ----------------------- | --- |
| 1  | Michelle McCool   | 1   | 155  | 20. Juli 2008      | Uniondale, NY    | The Great American Bash | McCool besiegte Natalya, um erste Titelträgerin zu werden. |
| 2  | Maryse            | 1   | 216  | 22. Dezember 2008  | Toronto, Kanada  | SmackDown               | Ausgestrahlt am 26. Dezember 2008. Der Titel wechselte durch den WWE Draft am 13. April 2009 zu Raw. |
| 3  | Mickie James      | 1   | 78   | 26. Juli 2009      | Philadelphia, PA | Night of Champions      | |
| 4  | Jillian           | 1   | 0    | 12. Oktober 2009   | Indianapolis, IN | Raw                     | Jillian hatte den Titel nur 4 Minuten und 30 Sekunden inne. |
| 5  | Melina            | 1   | 84   | 12. Oktober 2009   | Indianapolis, IN | Raw                     | |
| —  | Titel vakant      | —   | —    | 4. Januar 2010     | Dayton, OH       | —                       | WWE erklärte den Titel für vakant, nachdem sich Melina am 29. Dezember 2009 während einer Houseshow einen Kreuzbandriss zugezogen hatte und dadurch mehrere Monate verletzt ausfiel.                                                                  |
| 6  | Maryse            | 2   | 49   | 22. Februar 2010   | Indianapolis, IN | Raw                     | Maryse besiegte Gail Kim in einem Turnierfinale, um den vakanten Titel zu gewinnen. |
| 7  | Eve               | 1   | 69   | 12. April 2010     | London, England  | Raw                     | Eve war die erste Diva Search-Gewinnerin, welche den Titel gewann. |
| 8  | Alicia Fox        | 1   | 56   | 20. Juni 2010      | Uniondale, NY    | Fatal 4-Way             | Dies war ein Fatal 4-Way Match, in welchem ebenfalls Gail Kim und Maryse beteiligt waren. |
| 9  | Melina            | 2   | 35   | 15. August 2010    | Los Angeles, CA  | SummerSlam              | |
| 10 | Michelle McCool   | 2   | 63   | 19. September 2010 | Rosemont, IL     | Night of Champions      | Dies war ein Title Unification Lumberjill Match bei Night of Champions. Dadurch wurden die WWE Women’s Championship und WWE Divas Championship miteinander vereinigt. Layla sah sich als Co-Championesse, doch dies wird nicht von der WWE anerkannt. |
| 11 | Natalya           | 1   | 70   | 21. November 2010  | Miami, FL        | Survivor Series         | Dies war ein 2-on-1 Handicap Match gegen Michelle McCool und Layla. |
| 12 | Eve               | 2   | 71   | 30. Januar 2011    | Boston, MA       | Royal Rumble            | Dies war ein Fatal 4 Way-Match, in welchem auch Michelle McCool und Layla involviert waren. |
| 13 | Brie Bella        | 1   | 70   | 11. April 2011     | Bridgeport, CT   | Raw                     | |
| 14 | Kelly Kelly       | 1   | 104  | 20. Juni 2011      | Baltimore, MD    | Raw                     | |
| 15 | Beth Phoenix      | 1   | 204  | 2. Oktober 2011    | New Orleans, LA  | Hell in a Cell          | |
| 16 | Nikki Bella       | 1   | 6    | 23. April 2012     | Detroit, MI      | Raw                     | Dies war ein Lumberjill-Match. |
| 17 | Layla             | 1   | 140  | 29. April 2012     | Chicago, IL      | Extreme Rules           | Layla pinnte Brie Bella, nachdem die Zwillinge die Plätze tauschten, als der Referee abgelenkt war. |
| 18 | Eve               | 3   | 120  | 16. September 2012 | Boston, MA       | Night of Champions      | |
| 19 | Kaitlyn           | 1   | 153  | 14. Januar 2013    | Houston, TX      | Raw 20th Anniversary    | Eve hätte den Titel auch bei Count-Out oder Disqualifikation verlieren können. |
| 20 | AJ Lee            | 1   | 295  | 16. Juni 2013      | Chicago, IL      | Payback                 | |
| 21 | Paige             | 1   | 84   | 7. April 2014      | New Orleans, LA  | Raw                     | |
| 22 | AJ Lee            | 2   | 48   | 30. Juni 2014      | Hartford, CT     | Raw                     | |
| 23 | Paige             | 2   | 35   | 17. August 2014    | Los Angeles, CA  | SummerSlam              | |
| 24 | AJ Lee            | 3   | 63   | 21. September 2014 | Nashville, TN    | Night of Champion       | Dies war ein Triple-Threat-Match, in welchen auch Nikki Bella involviert war. |
| 25 | Nikki Bella       | 2   | 301  | 23. November 2014  | St. Louis, MO    | Survivor Series         | |
| 26 | Charlotte         | 1   | 196  | 20. September 2015 | Houston, TX      | Night of Champions      | Nikki Bella hätte den Titel auch durch Count-Out oder Disqualifikation verlieren können. |
| —  | Titel eingestellt | —   | —    | 3. April 2016      | Arlington, TX    | Wrestlemania 32         | Bei Wrestlemania 32 wurde der Titel eingestellt und durch den neu eingeführten WWE Women’s Championship ersetzt. |

## Regentschaften – absolut

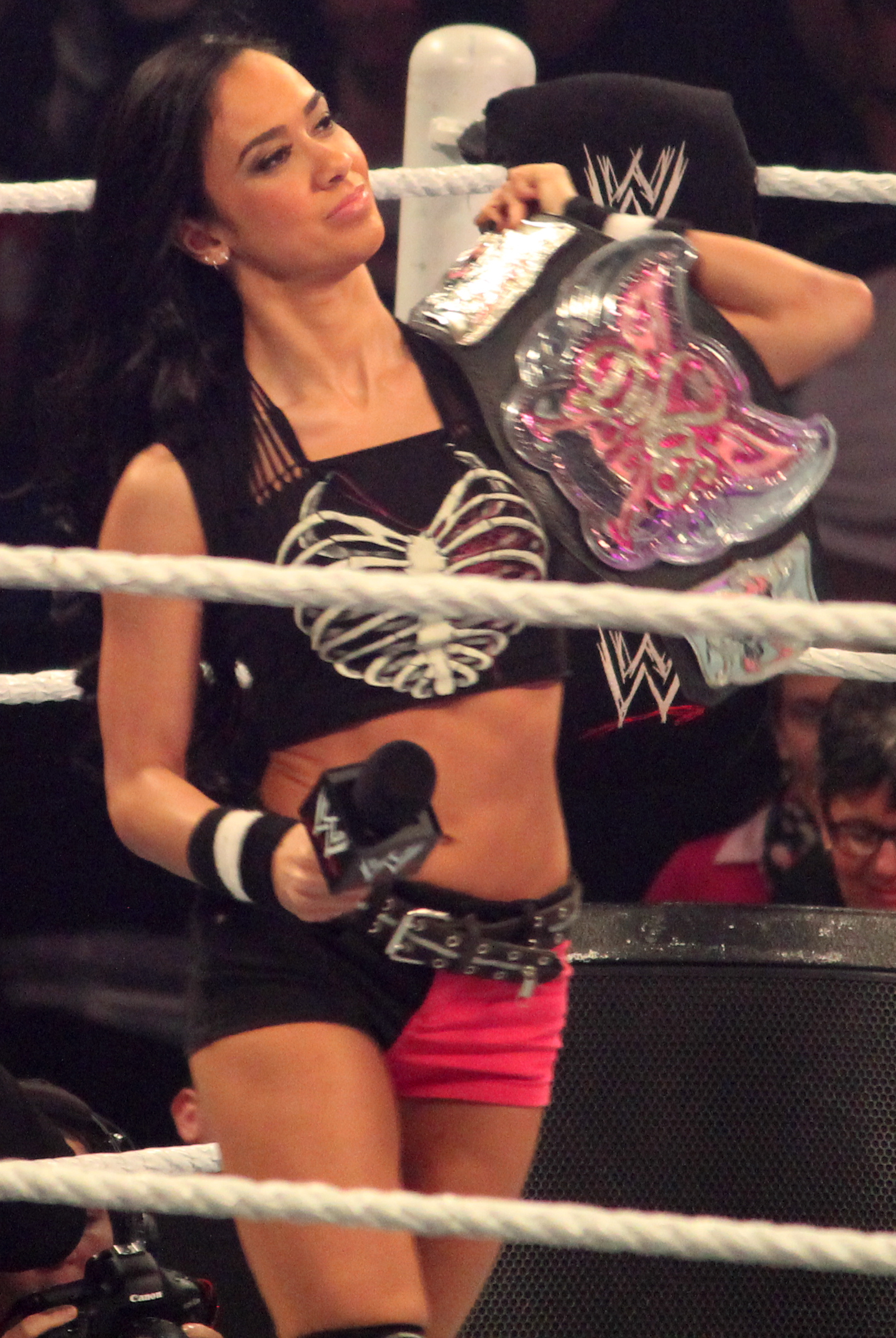
AJ Lee hielt den Titel dreimal für insgesamt 406 Tage

| #  | Titelträger     | Nr. | Tage |
| -- | --------------- | --- | ---- |
| 1  | AJ Lee          | 3   | 406  |
| 2  | Nikki Bella     | 2   | 307  |
| 3  | Maryse          | 2   | 265  |
| 4  | Eve Torres      | 3   | 260  |
| 5  | Michelle McCool | 2   | 218  |
| 6  | Beth Phoenix    | 1   | 204  |
| 7  | Charlotte       | 1   | 196  |
| 8  | Kaitlyn         | 1   | 153  |
| 9  | Layla           | 1   | 140  |
| 10 | Paige           | 2   | 119  |
| 10 | Melina          | 2   | 119  |
| 12 | Kelly Kelly     | 1   | 104  |
| 13 | Mickie James    | 1   | 78   |
| 14 | Brie Bella      | 1   | 70   |
| 14 | Natalya         | 1   | 70   |
| 16 | Alicia Fox      | 1   | 56   |
| 17 | Jillian Hall    | 1   | <1   |